# Chiesa di Santo Stefano (Oncino)
La chiesa di Santo Stefano è la parrocchiale a Oncino, nella provincia di Cuneo. Risale al XVII secolo.

## Storia
Anticamente sul sito dove sorge la chiesa esisteva il castello dei nobili Saluzzo e quando questo venne abbandonato gli abitanti dell'antico borgo decisero di utilizzare la sua posizione per la nuova parrocchiale, in sostituzione di quella precedente che era stata distrutta da una slavina.
L'atto formale di compravendita tra i Saluzzo e la comunità venne firmato nel 1655 e alcune fonti datano allo stesso anno la consacrazione della chiesa, officiata dal vescovo Carlo Piscina. Altre fonti attribuiscono alla stessa famiglia Saluzzo la decisione di erigere la chiesa ed in seguito di farne cessione alla comunità.
Nel XVIII secolo la torre campanaria fu oggetto di vari lavori; venne dipinta una grande meridiana sulla sua parete a sud, venne sopraelevata e vi venne sistemato un orologio.
Nel XX secolo fu costruita una nuova canonica accanto alla chiesa, il precedente portale di accesso venne chiuso e ne venne aperto un altro su una parete laterale, inoltre venne aggiunta una nuova campana al castello del campanile.
Durante lavori di ristrutturazione vennero individuati i segni di antichi muri che in origine dividevano i saloni del castello Saluzzo poi uniti a formare la navata della chiesa.
Nel 1932 vennero apportate migliorie come nuovi infissi, nuove decorazioni e nuovi arredi interni poi, nel 1944, furono restaurati la canonica, la sacrestia, la torre campanaria e l'intera chiesa.
Nella seconda parte del secolo vennero sostituite alcune campane, fu posata una nuova pavimentazione in legno nella sala e, nel 1968, oltre alle lapidi già presenti in memoria dei caduti durante i conflitti mondiali, accanto alla chiesa venne eretto un monumento ai caduti di tutte le guerre.
Gli ultimi interventi sull'edificio sono stati realizzati nel 2014, quando si è restaurato in particolare il campanile, con la sua ritinteggiatura completa e col ripristino dell'aspetto originale della meridiana.
Nella chiesa sono conservate reliquie di Santo Stefano.